# Biserica de lemn din Valea Mănăstirii

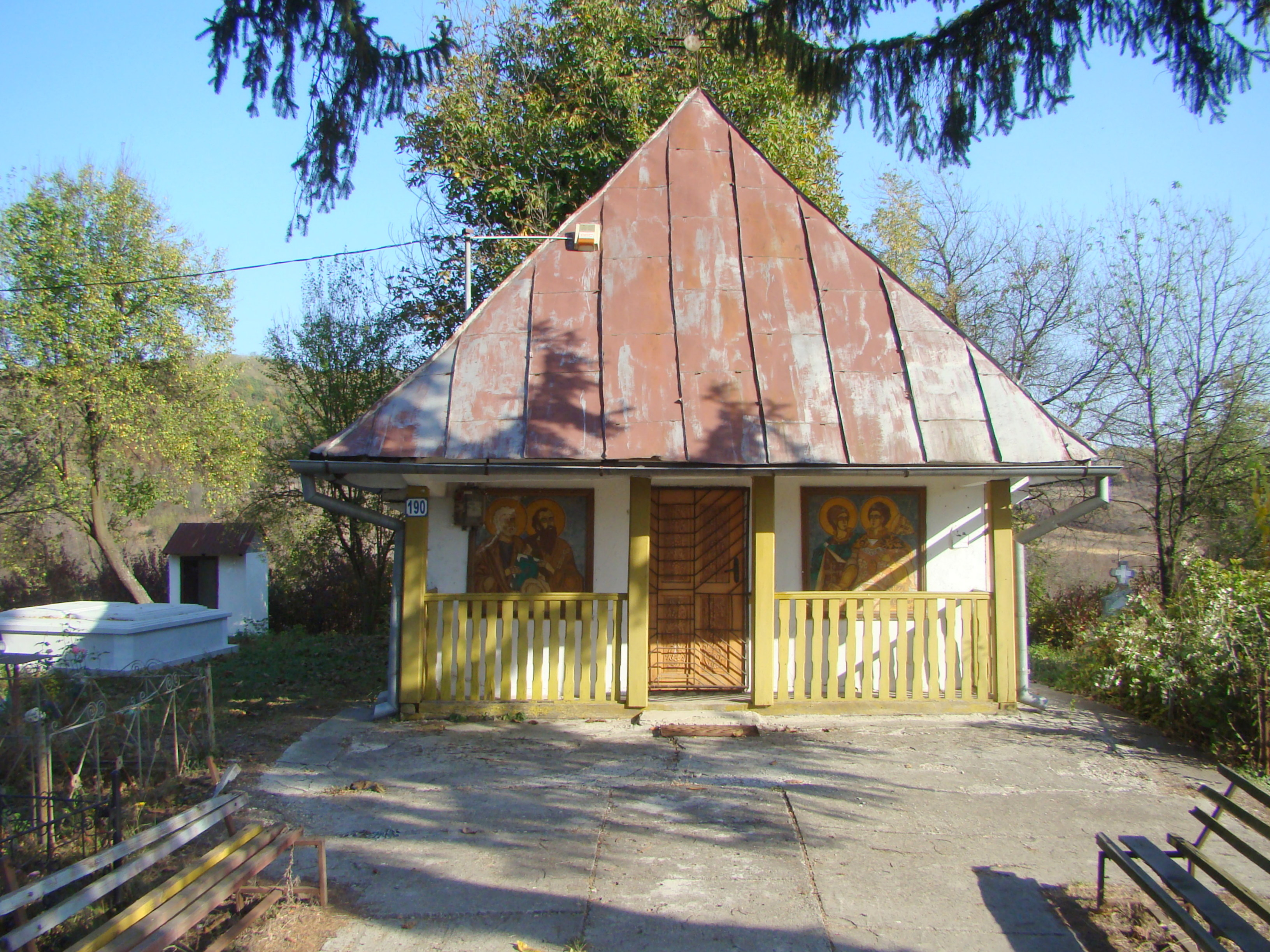
Biserica de lemn din Valea Mănăstirii, comuna Cătunele, județul Gorj, foto: octombrie 2018.

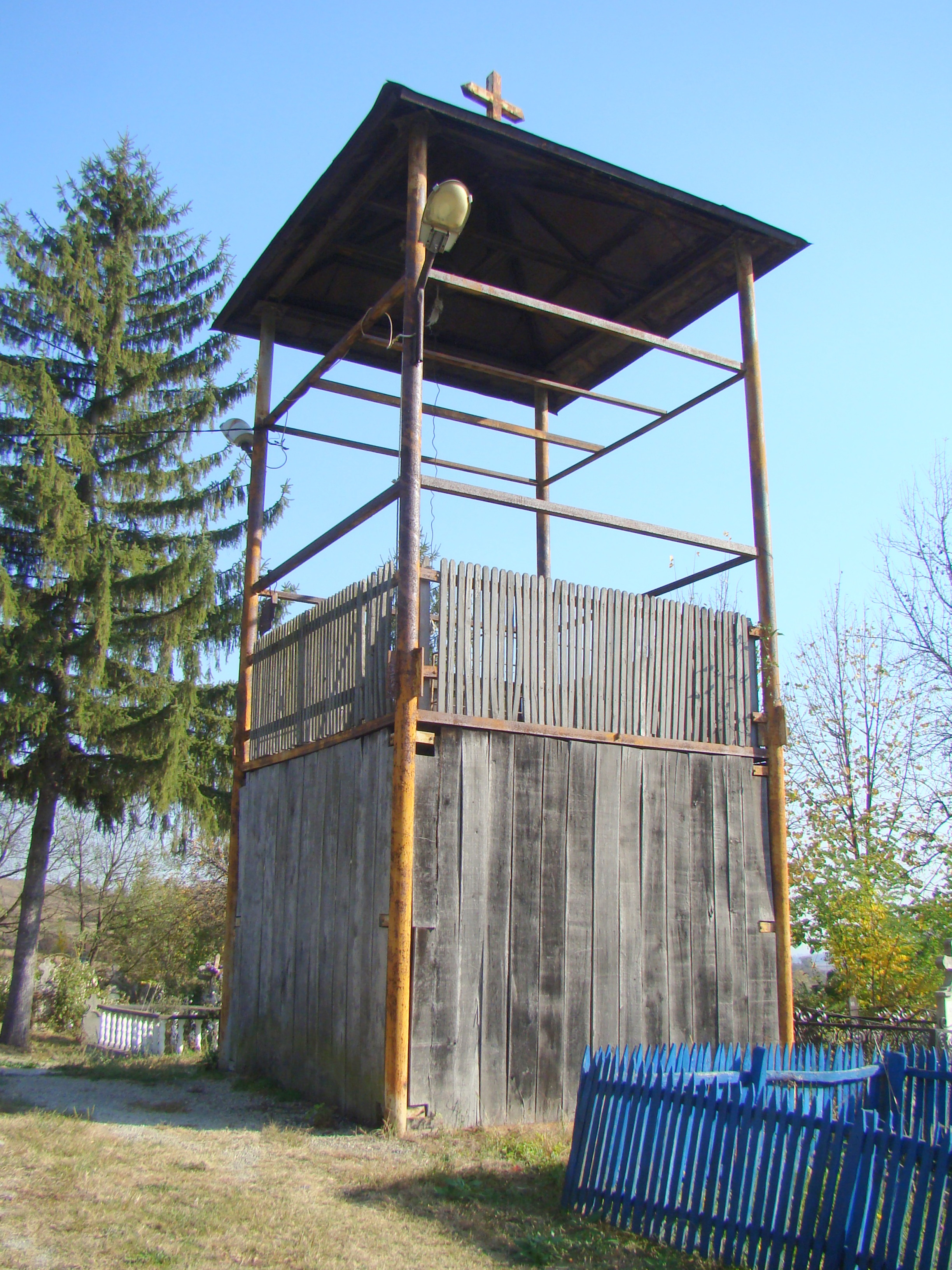
Clopotnița

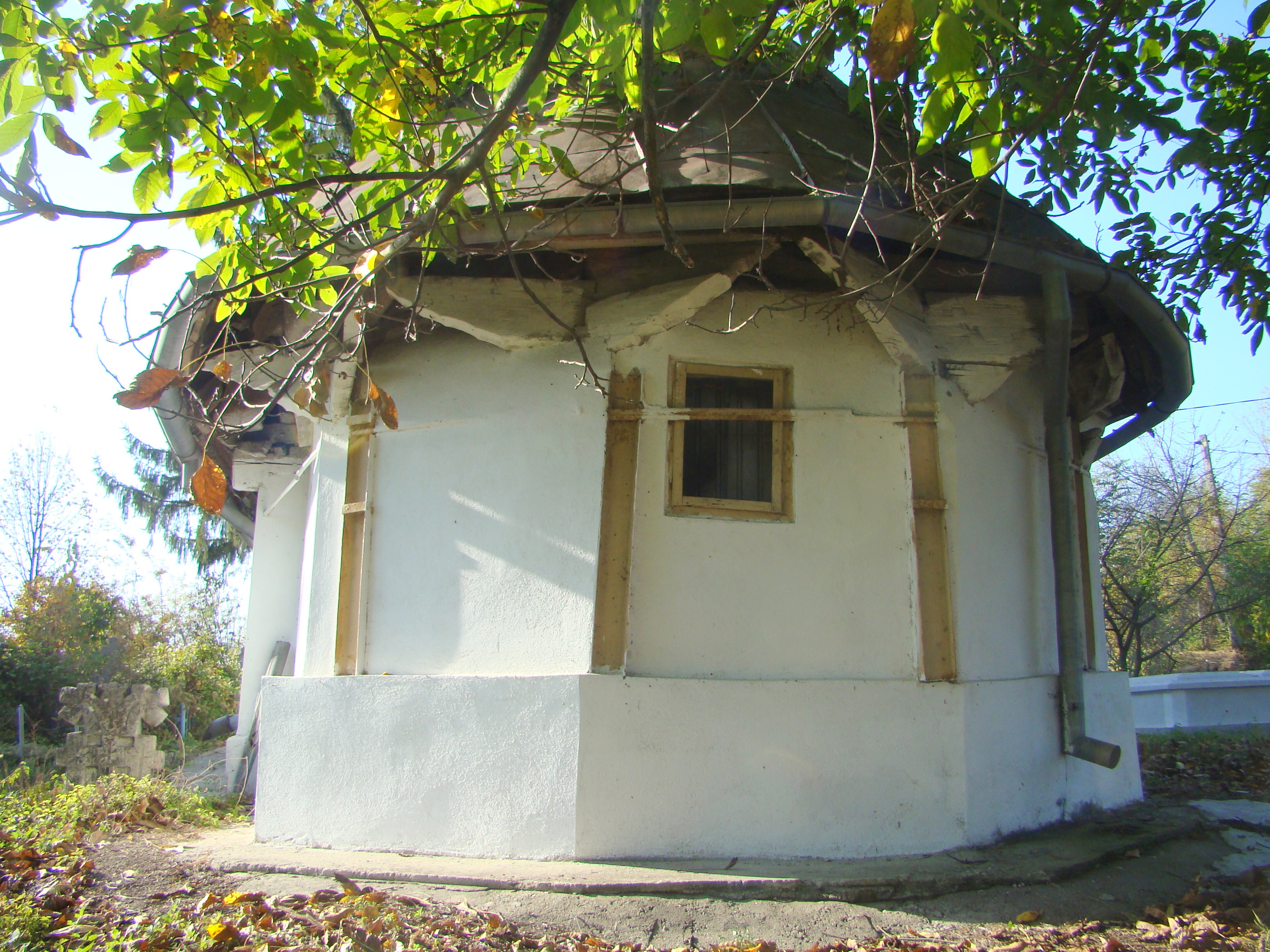
Absida altarului

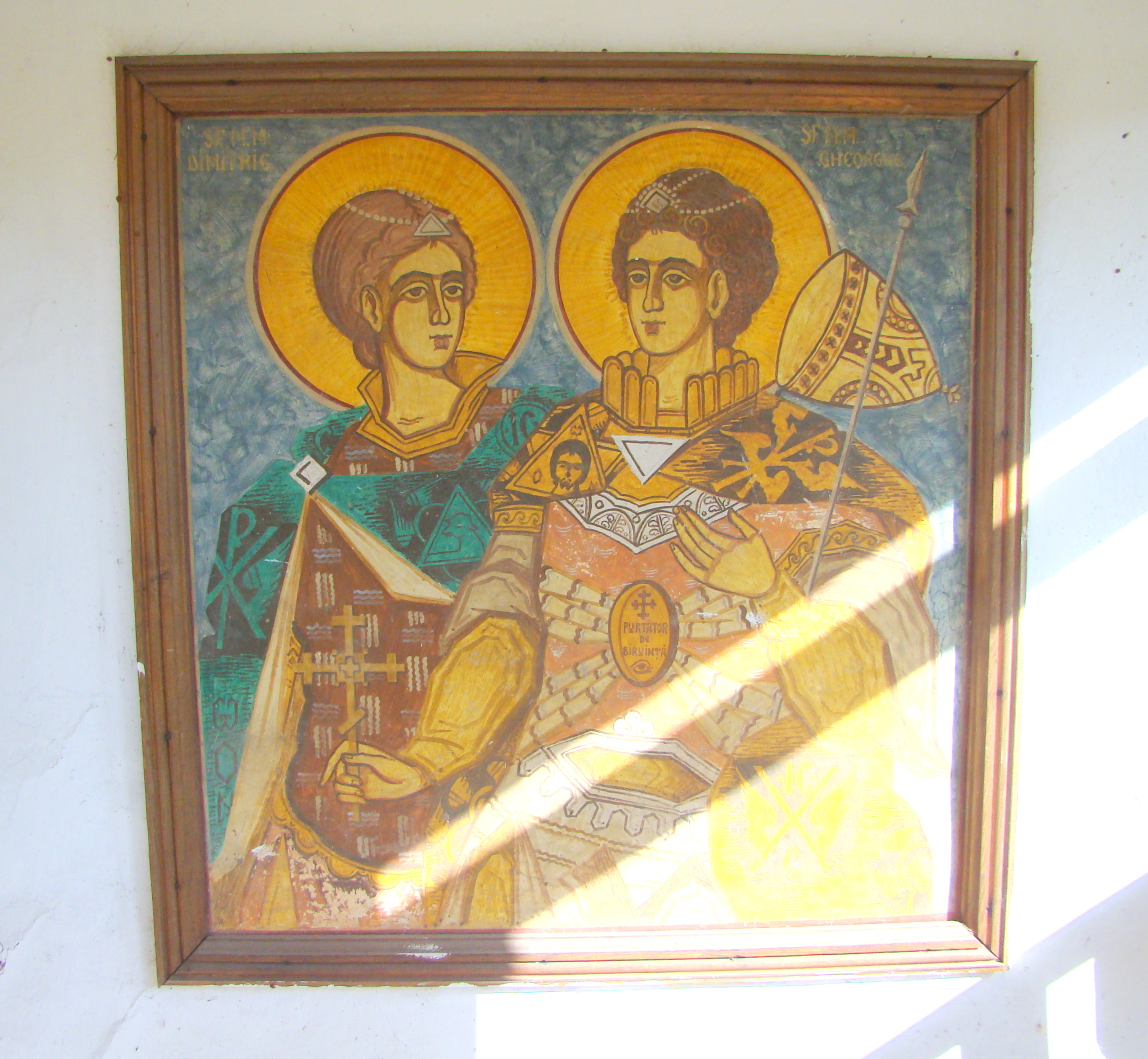
Sfântul Gheorghe și Sfântul Dumitru

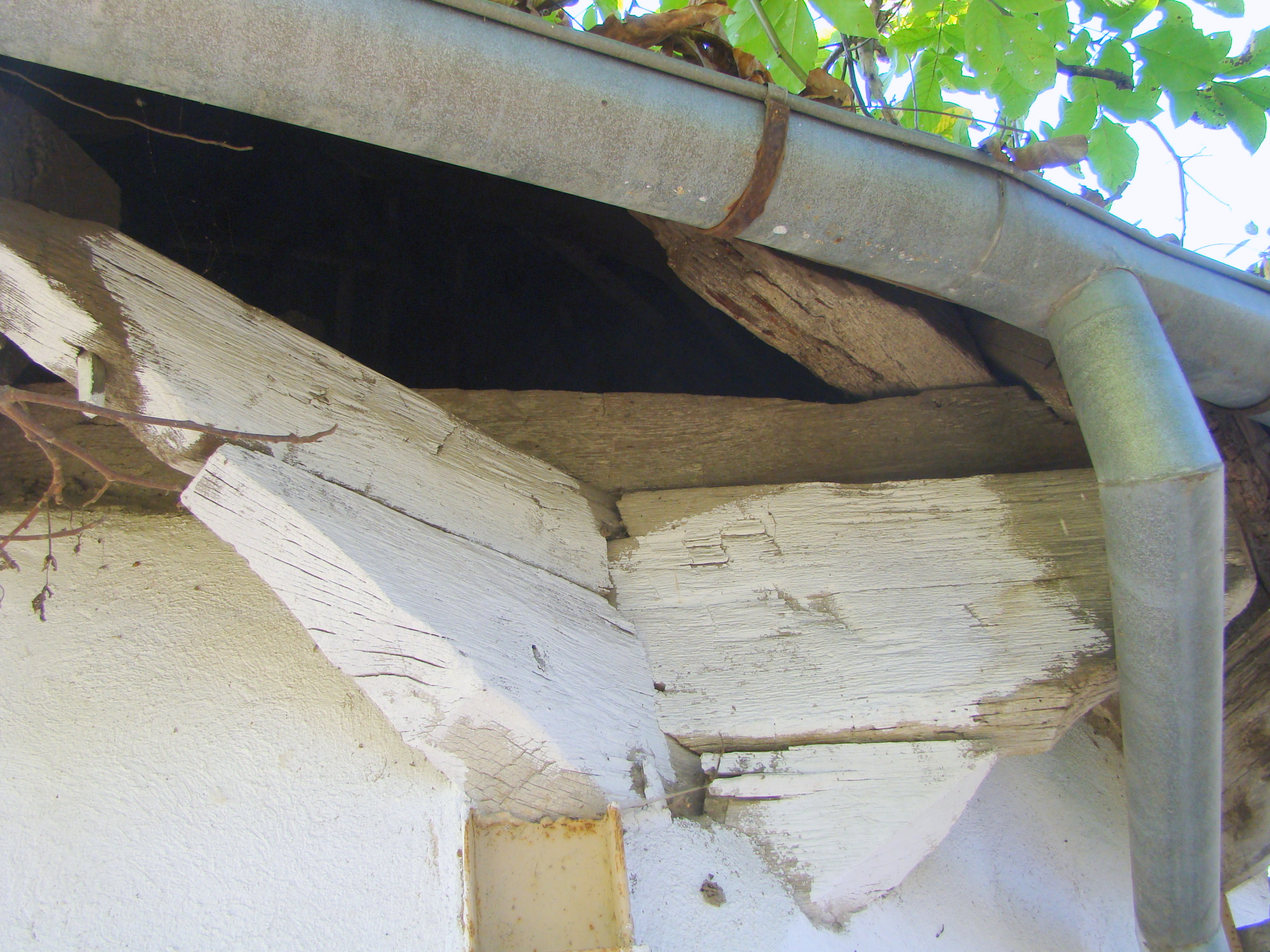
Console

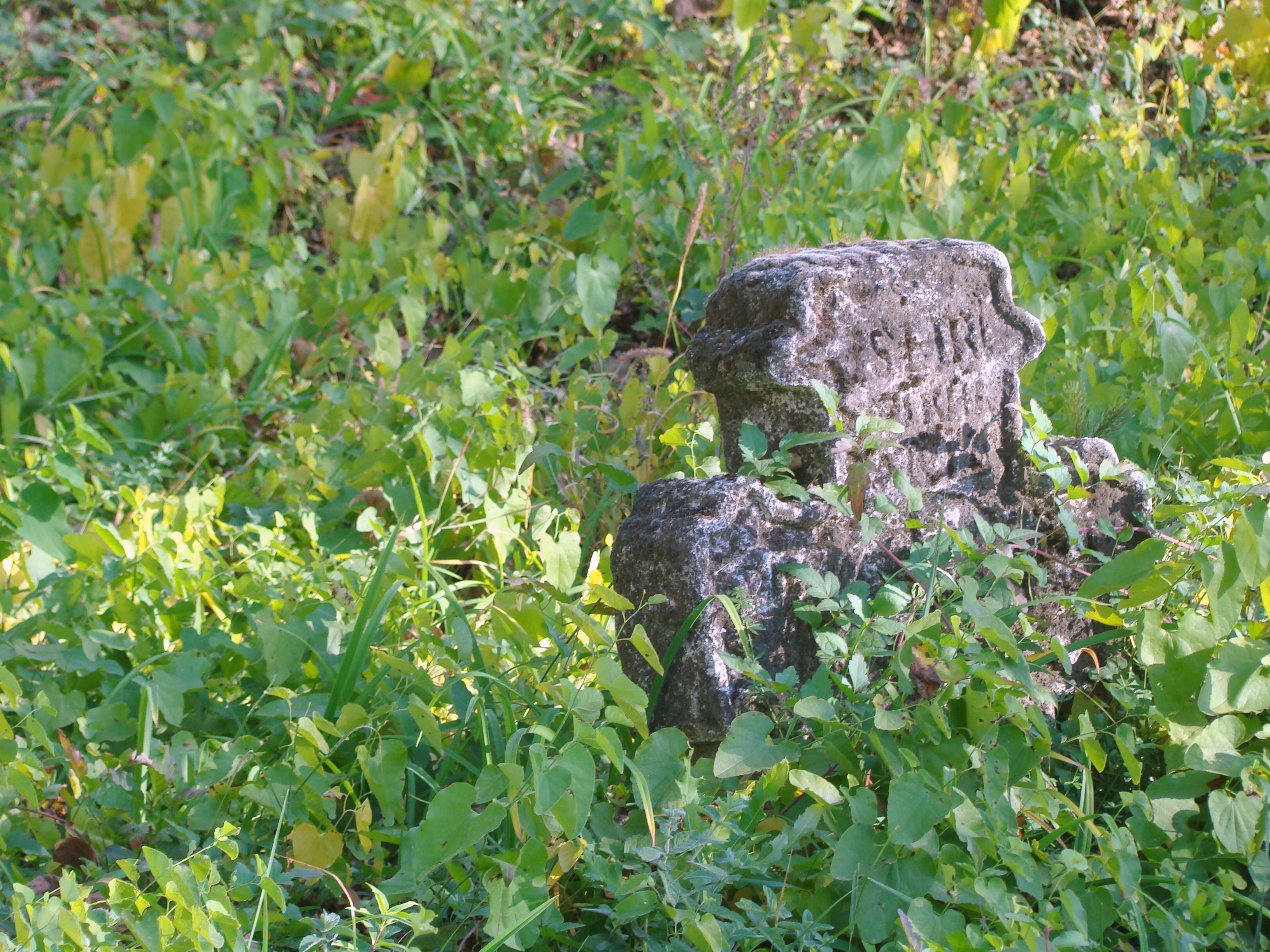
Cruce veche de piatră

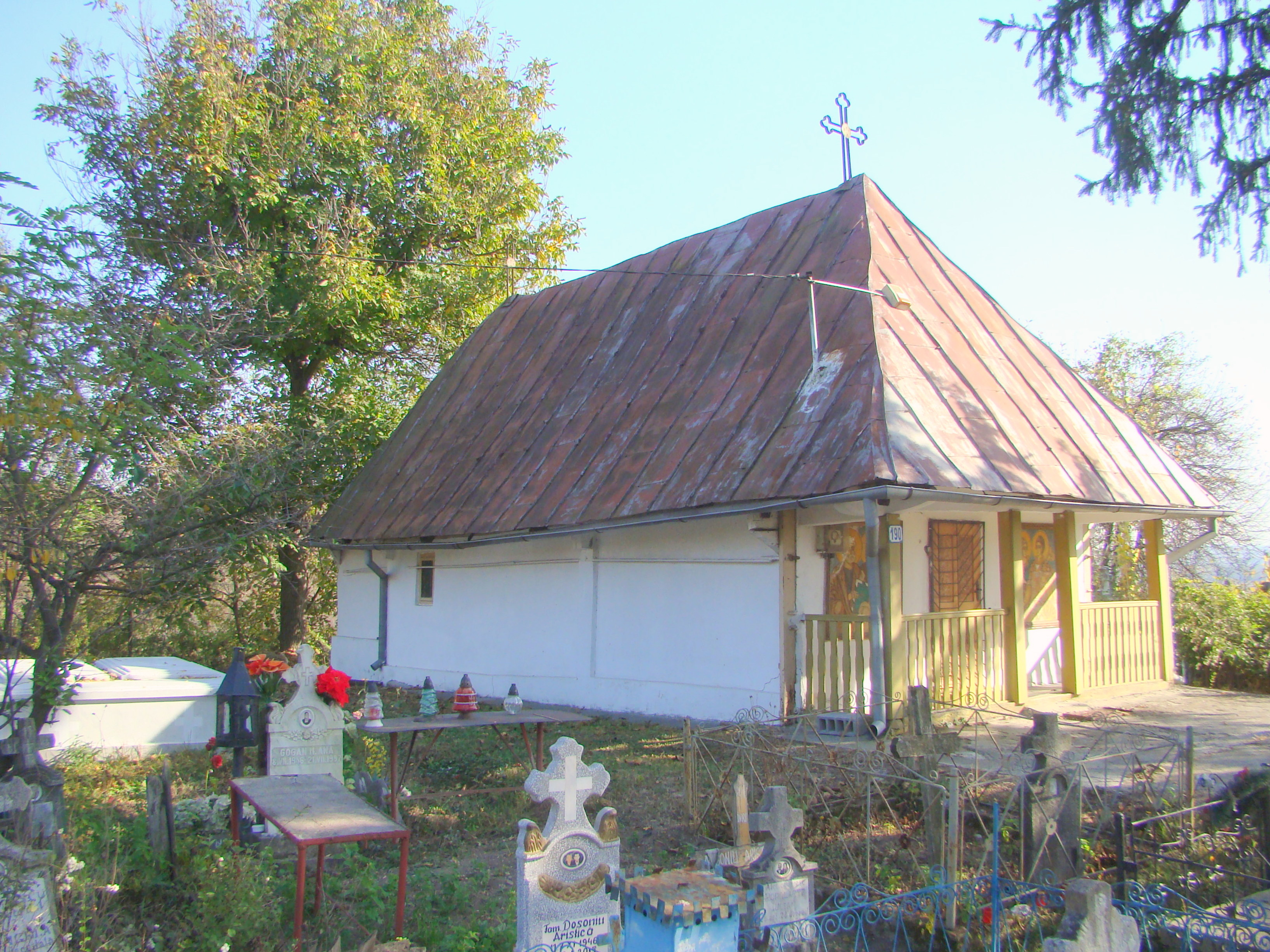
Biserica (nord-vest)

Biserica de lemn din Valea Mănăstirii, comuna Cătunele, județul Gorj, datează din anul 1821. Are hramurile „Sfântul Gheorghe” și „Sfântul Dumitru”. Biserica se află pe noua listă a monumentelor istorice sub codul LMI:  GJ-II-m-B-09449.

## Istoric și trăsături
Biserica veghează de pe deal satul aflat în vale. Conform tradiției biserica este foarte veche, în timp ce pisania de renovare din 1968-1971, menționează că biserica a fost ridicată în anul 1821. Sub învelișul de tencuieli interioare și exterioare, biserica nu își poate ascunde însă vechimea de circa trei secole, anul 1821 fiind, probabil, cel al unei reparații, suprapus ca în multe alte cazuri, celui al înălțării.
Pereții înscriu o navă de mici dimensiuni, dreptunghiulară (7,52 m/4,50 m), și un altar retras, poligonal, cu cinci laturi, decroșul fiind de 0,27 m, laturile paralele de câte 2,10 m, iar celelate de 1,50 m.
Pe latura de vest există o prispă îngustă, adăugată sau refăcută pe la finele secolului al XIX-lea. Acoperișul, învelit de mai multe decenii în tablă, peste vechea șindrilă, nu este străpuns de clopotniță, care este amplasată în apropiere, cu un parter închis și foișor.
Elevația interiorului cuprinde o boltă semicilindrică peste navă, intersecție de semicilindru și fâșii curbe peste altar. 
Pictura veche este păstrată de tâmpla ce cuprinde următoarele registre: Răstignirea și moleniile, fragmente dintr-o friză de prooroci, în medalioane, apostolii cu Iisus Hristos, praznicele, alcătuite din icoane mobile, care se remarcă prin fidelitatea iconografică, îndeosebi Buna Vestire, Schimbarea la față și Adormirea Precistii. Tâmpla a fost realizată în anul 1821 și este opera zugravului popa Ghițe de la Ploștina. Doar icoanele împărătești sunt de dată mai recentă. Pictura murală a fost realizată de un fiu al satului, zugravul Gogan I. Ioan, în anul 1971.

## Galerie de imagini

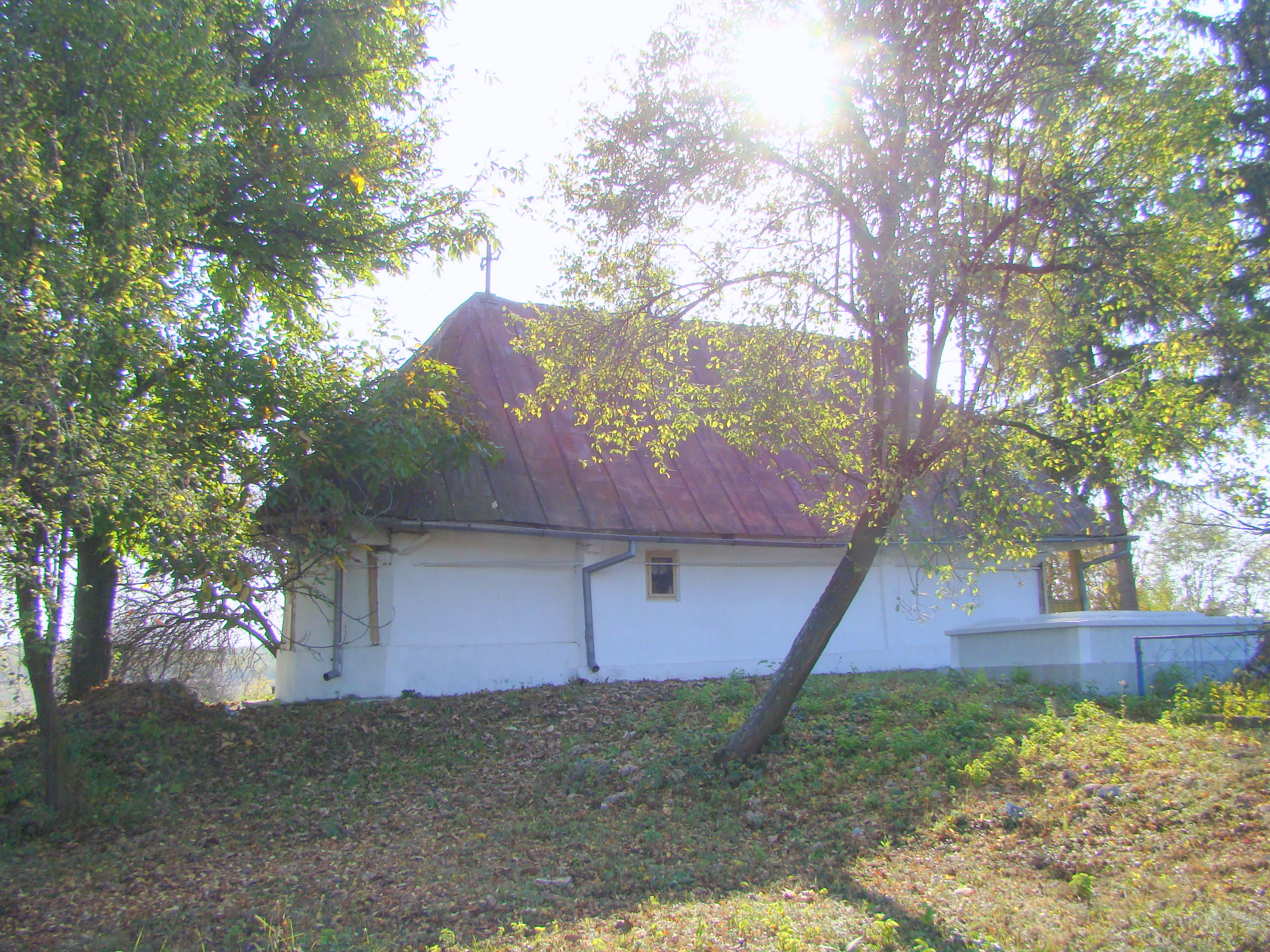
Biserica (nord-est)
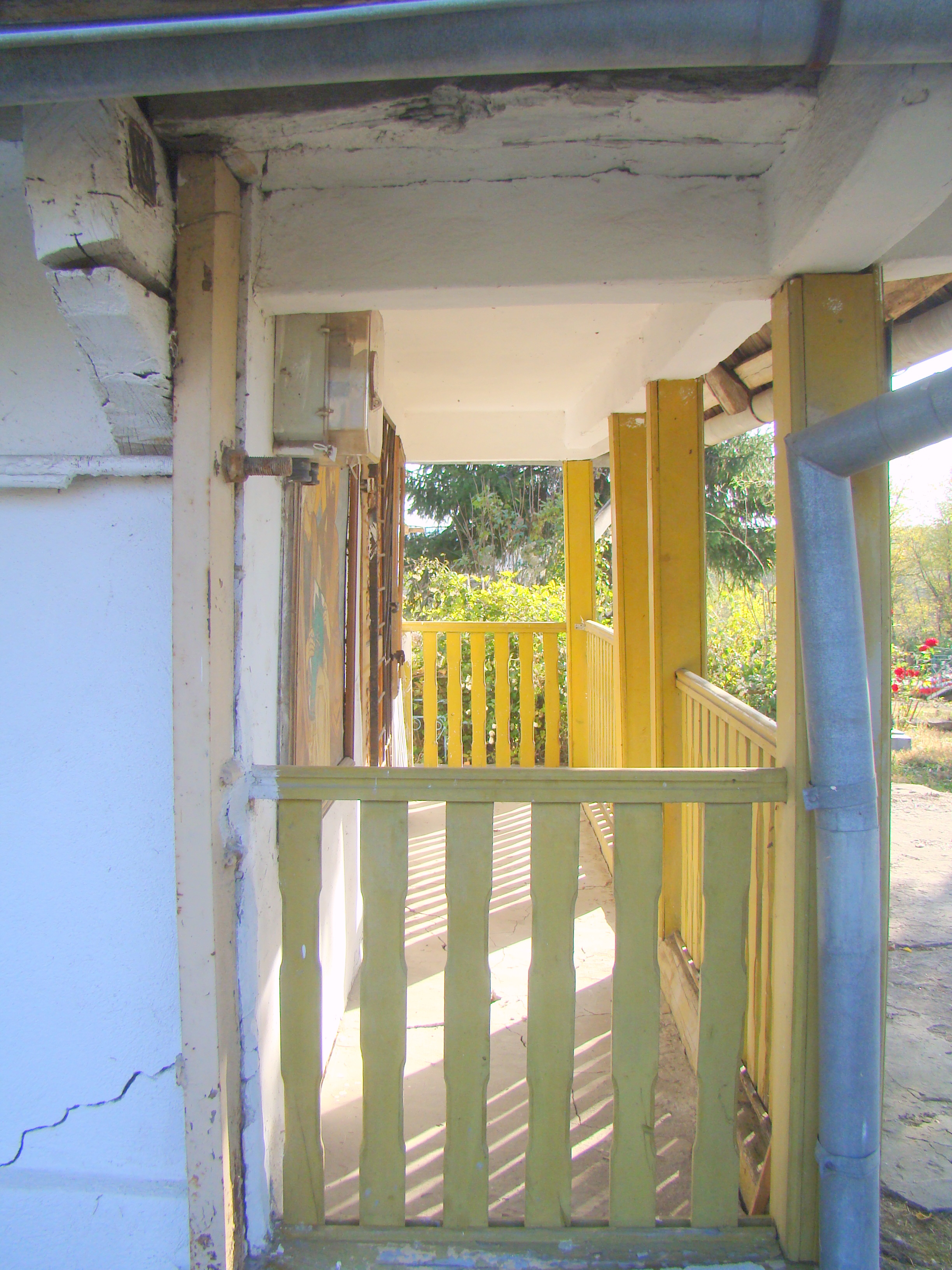
Prispa
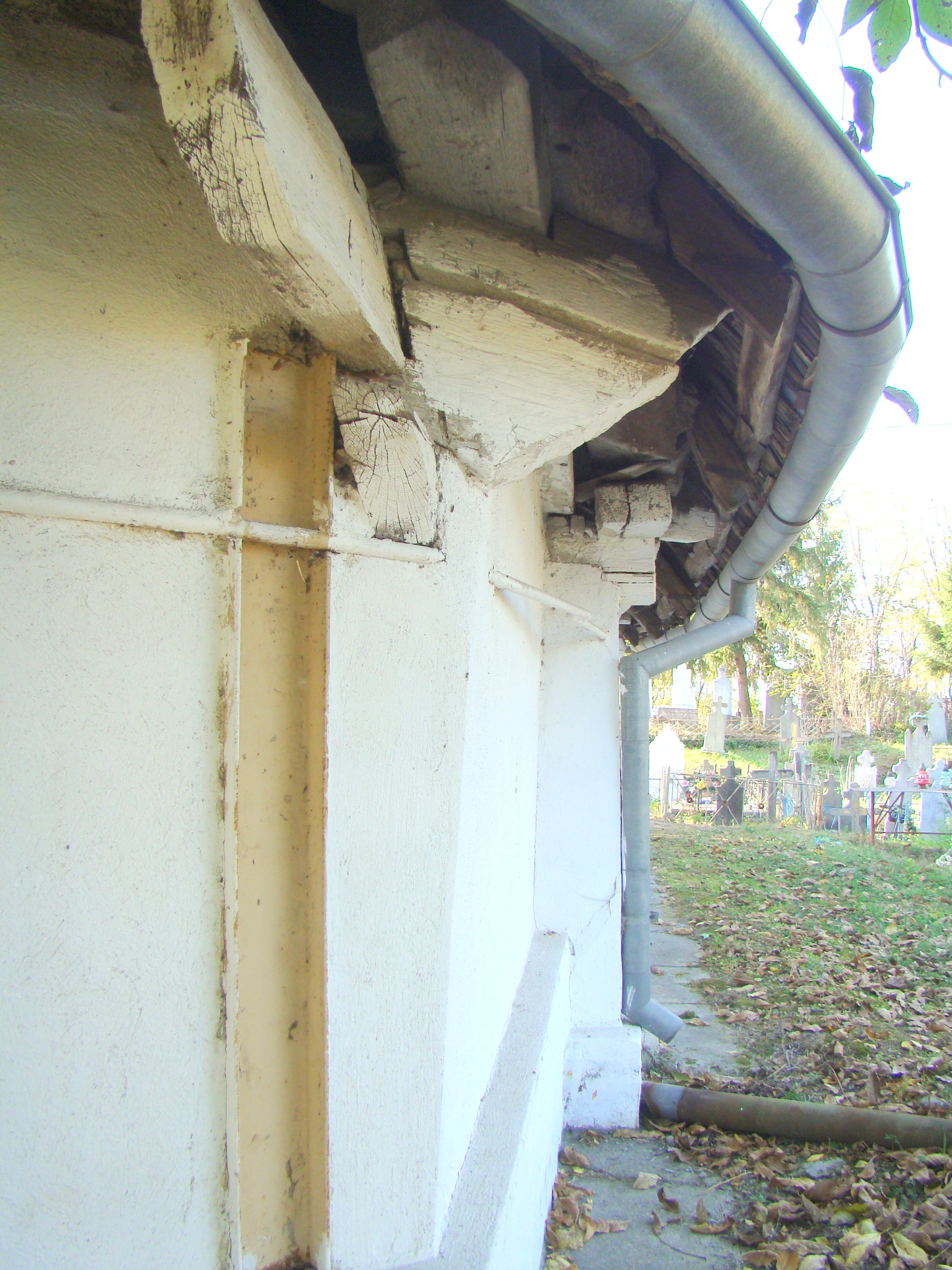
Decroșul altarului
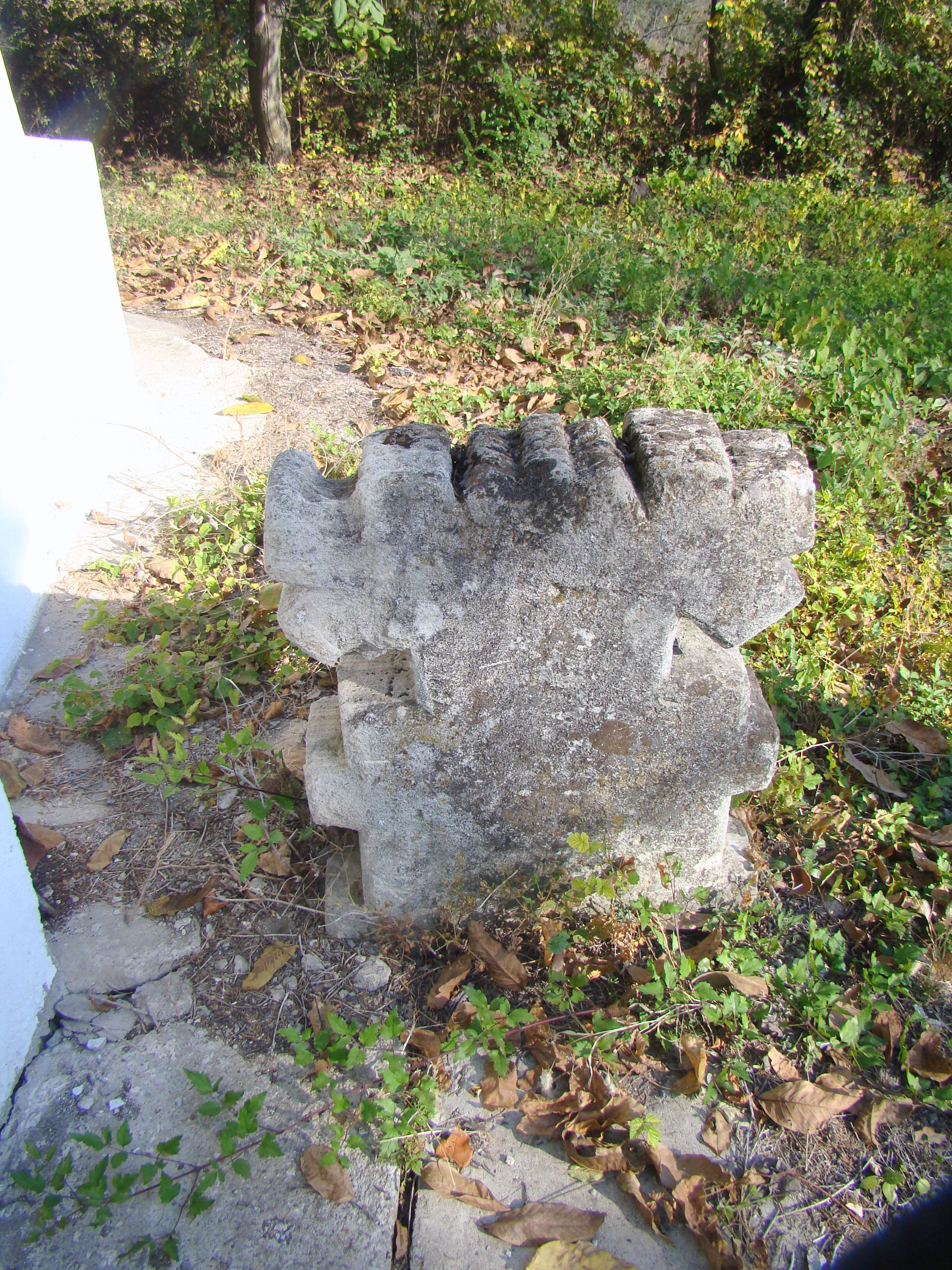
Cruce veche de piatră
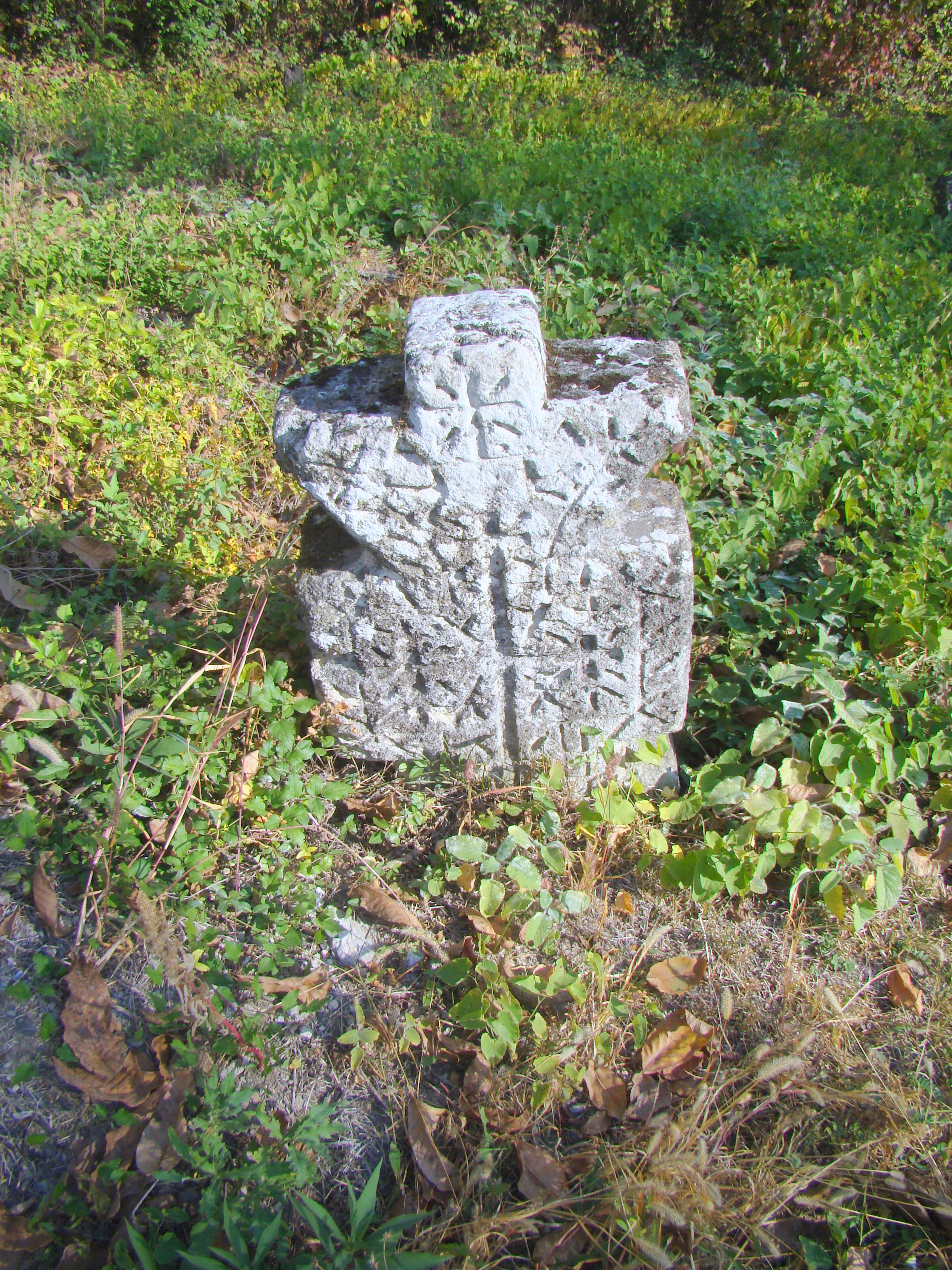
Cruce veche de piatră
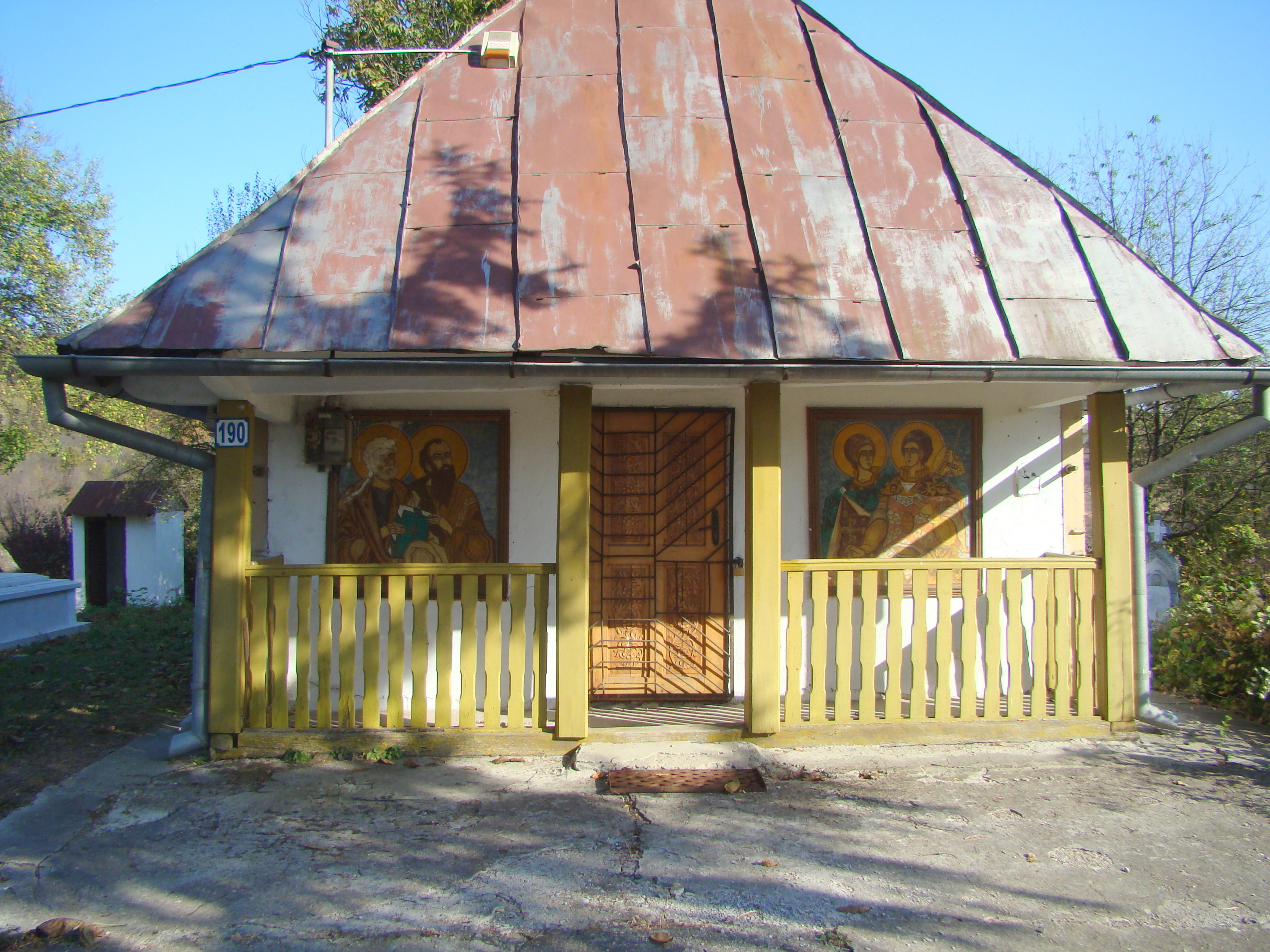
Prispa
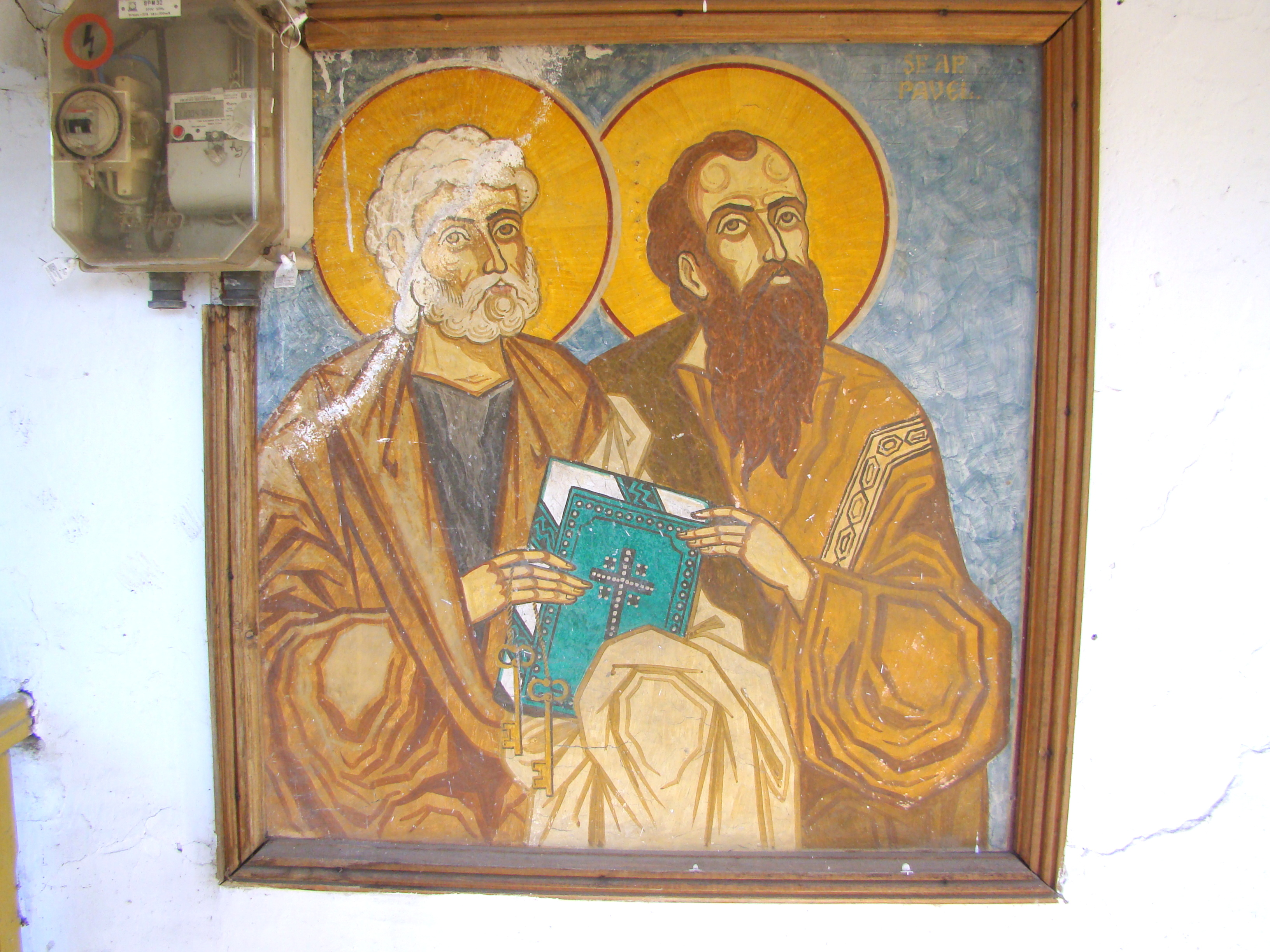
Sfinții apostoli Petru și Pavel
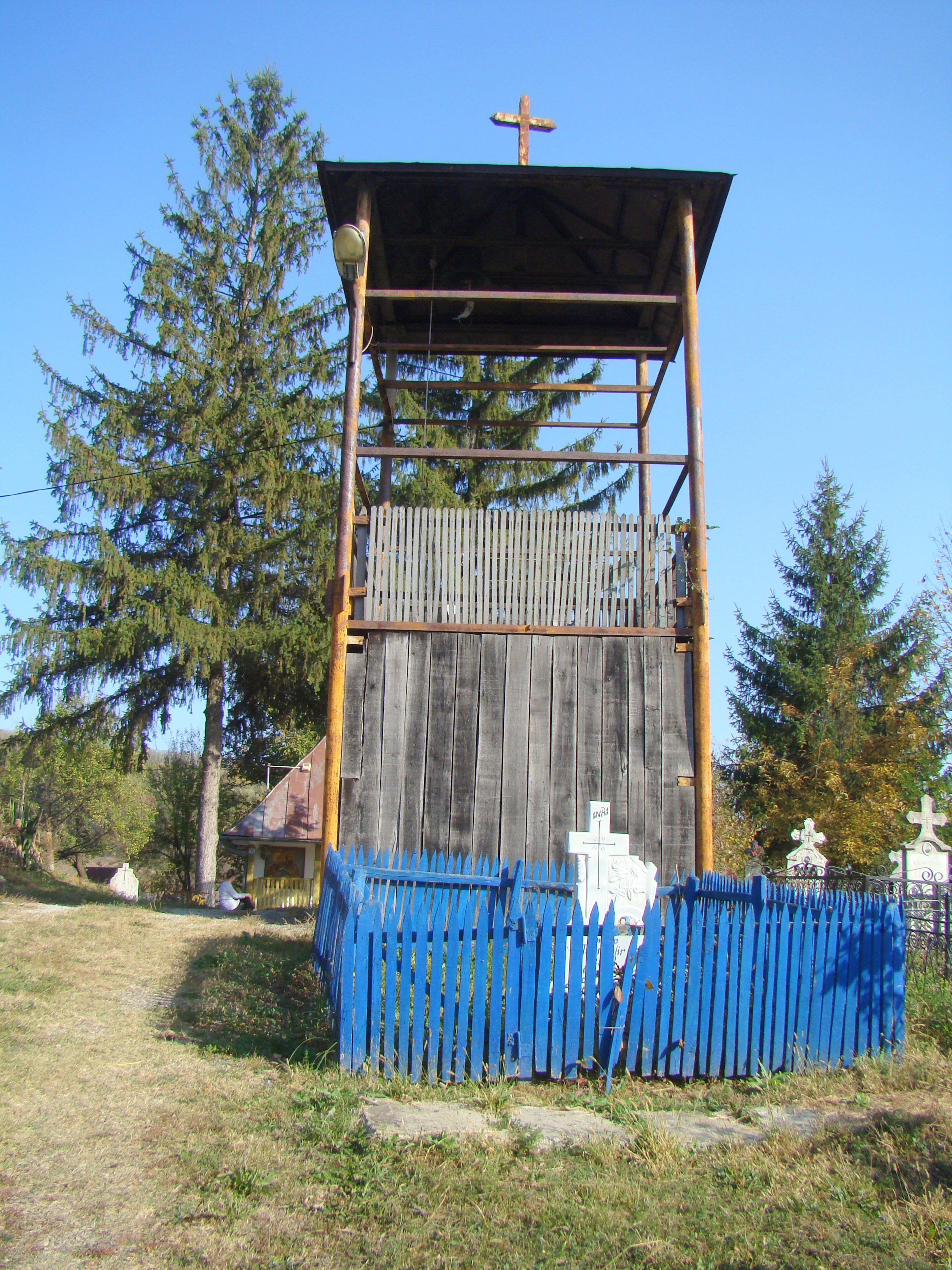
Clopotnița